# Lucas Licht
Lucas Licht (Rosario, 6 aprile 1981) è un allenatore di calcio ed ex calciatore argentino, di ruolo difensore, tecnico del Villa San Carlos.

## Caratteristiche tecniche
È un terzino sinistro che può talvolta essere schierato come ala.

## Carriera
Il 25 novembre 2009 il Getafe ufficializza la rescissione del contratto con il terzino sinistro argentino. Nel 2009 passa al Racing Avellaneda.